# Enantiophylla
- Commons
- Wikispecies

Enantiophylla é um género botânico pertencente à família Apiaceae.